# هيلين فيرتشايلد سميث
هيلين فيرتشايلد سميث (بالإنجليزية: Helen Fairchild Smith)‏ هي مربية أمريكية، ولدت في 1837، وتوفيت في 1926.